# Quận Cavalier, North Dakota
Quận Cavalier là một quận nằm ở tiểu bang North Dakota. Theo điều tra dân số năm 2000, quận có dân số 4.831 người. Quận lỵ đóng ở Langdon.6

## Địa lý
Theo Cục điều tra dân số Hoa Kỳ, quận có tổng diện tích 1,510 dặm Anh vuông (3.911 km²), trong đó, 1,488 dặm Anh vuông (3.855 km²) là diện tích đất và 22 dặm Anh vuông (56 km²) trong tổng diện tích (1,44%) là diện tích mặt nước.

### Các thị trấn
| - Alma - Banner - Billings - Bruce - Byron - Cypress - Dresden - Easby - East Alma - Elgin - Fremont - Glenila - Gordon - Grey | - Harvey - Hay - Henderson - Hope - Huron - Langdon - Linden - Loam - Manilla - Minto - Montrose - Moscow - Mount Carmel - Nekoma | - North Loma - North Olga - Osford - Osnabrock - Perry - Seivert - South Dresden - South Olga - Storlie - Trier - Union - Waterloo - West Hope |

### Quận giáp ranh
- Municipality of Louise, Manitoba (bắc)
- Municipality of Pembina, Manitoba (bắc)
- Rural Municipality of Stanley, Manitoba (bắc)
- Pembina County (đông)
- Walsh County (đông nam)
- Ramsey County (nam)
- Towner County (tây)

## Thông tin nhân khẩu
Theo cuộc điều tra dân số2 tiến hành năm 2000, quận này có dân số 4,831 người, 2,017 hộ, và 1,361 gia đình sinh sống trong quận này. Mật độ dân số là 3 người trên mỗi dặm Anh vuông (1/km²). Đã có 2,725 đơn vị nhà ở với một mật độ bình quân là 2 trên mỗi dặm Anh vuông (1/km²). Cơ cấu chủng tộc của dân cư sinh sống tại quận này gồm 98,10% người da trắng, 0,14% người da đen hoặc người Mỹ gốc Phi, 0,52% người thổ dân châu Mỹ, 0,10% người gốc châu Á, 0,10% từ các chủng tộc khác, và 1,03% từ hai hay nhiều chủng tộc. 0,64% dân số là người Hispanic hoặc người Latin thuộc bất cứ chủng tộc nào. 44,5% là gốc Đức, 23,1% người Na Uy và 6,4% người Pháp theo kết quả điều tra dân số năm 2000.
Có 2,017 hộ trong đó có 27,50% có con cái dưới tuổi 18 sống chung với họ, 60,80% là những cặp kết hôn sinh sống với nhau, 3,80% có một chủ hộ là nữ không có chồng sống cùng, và 32,50% là không gia đình. 30,80% trong tất cả các hộ gồm các cá nhân và 17,00% có người sinh sống một mình và có độ tuổi 65 tuổi hay già hơn. Quy mô trung bình của hộ là 2,34 còn quy mô trung bình của gia đình là 2,93,
Phân bố độ tuổi của cư dân sinh sống trong huyện là 24,60% dưới độ tuổi 18, 3,70% từ 18 đến 24, 21,30% từ 25 đến 44, 27,50% từ 45 đến 64, và 22,90% người có độ tuổi 65 tuổi hay già hơn. Độ tuổi trung bình là 45 tuổi. Cứ mỗi 100 nữ giới thì có 98,90 nam giới. Cứ mỗi 100 nữ giới có độ tuổi 18 và lớn hơn thì, có 97,60 nam giới.
Thu nhập bình quân của một hộ ở quận này là 31.868 USD, và thu nhập bình quân của một gia đình ở quận này là 39.601 USD, Nam giới có thu nhập bình quân 28.886 USD so với mức thu nhập 19.647 USD đối với nữ giới. Thu nhập bình quân đầu người của quận là 15.817 USD, Khoảng 7,80% gia đình và 11,50% dân số sống dưới ngưỡng nghèo, bao gồm 16,60% những người có độ tuổi 18 và 11,90% là những người 65 tuổi hoặc già hơn.

## Các đơn vị dân cư

### Các thành phố
- Alsen
- Calio
- Calvin
- Hannah
- Langdon
- Loma
- Milton
- Munich
- Nekoma
- Osnabrock
- Sarles
- Wales

### Các cộng đồng không hợp nhất
- Hove Mobile Park
- Maida